# 四塩化二リン
四塩化二リン(Diphosphorus tetrachloride)は、化学式P2I4の無機化合物である。無色の液体で、室温近くの空気中で発火する。

## 合成
1910年に以下の反応によって、Gauthierが最初に合成した。
2 PCl3 +  H2  →  P2Cl4 + 2 HCl
より改良された合成法には、以下のような三塩化リンと銅の共蒸発がある。
2 PCl3 +  2 Cu  →  P2Cl4 + 2 CuCl

## 反応
室温付近で、三塩化リンと不明瞭な一塩化リンに分解される。
P2Cl4 → PCl3  +  1/n [PCl]n
シクロヘキセンに付加し、trans-C6H10-1,2-(PCl2)2を与える。